# 毛蕊菊属
毛蕊菊属（学名：Pilostemon）是菊科下的一个属。该属共有P. karategini和毛蕊菊（P. filifolia）两种，分布于中亚。